# Po4a
po4a est une mémoire de traduction, c'est-à-dire un logiciel qui enregistre des équivalences entre les langues. Reprenant à son compte gettext pour les mémoires de traduction, les programmes po4a sont en fait un jeu de scripts Perl même si une implémentation en C est en cours. Il utilise un format intermédiaire PO et fonctionne en environnement console. Le logiciel est libre sous licence GPL.

## Description technique
po4a prend en charge des formats de documents très divers :
- sources  C
- fichiers textes
- TeX
- pages de  man
- pages kconfig issues du Noyau Linux
- XML
- fichier Glade

L'utilité de ce type de logiciel est très grande pour des documents ayant une longue durée de vie (par exemple pour des documents en ligne) recevant de nombreuses mises à jour : ainsi, les ajouts apparaissent facilement et seuls ceux-ci ont à être traduits.